# Arzberg (Alta Francónia)
Arzberg é uma cidade francônia no estado da Baviera, Alemanha. Localiza-se na região administrativa da Alta Francónia, no distrito Wunsiedel.